# Jan Ledóchowski
Jan Ledóchowski herbu Szaława (ur. 23 czerwca 1791 w Warszawie, zm. 10 września w 1864 w Paryżu) –  poseł na Sejmy Królestwa Kongresowego, polityk emigracyjny. Oficer armii Księstwa Warszawskiego, kawaler orderu Legii Honorowej i Virtuti Militari.

## Życiorys
Syn gen. Marcina i Marianny z Łączyńskich.
Po studiach w Akademii Wojskowej w Wiedniu, w 1808 w stopniu podporucznika wstąpił do wojska Księstwa Warszawskiego. Po bitwie pod Raszynem awansowany na kapitana, został adiutantem księcia Józefa Poniatowskiego. W czasie kampanii w Rosji w 1812 walczył jako kapitan 14. Pułku Piechoty w straży przedniej gen. Jana Henryka Dąbrowskiego. Po bitwie nad Berezyną odznaczony Krzyżem Orderu Virtuti Militari i Legią Honorową. Pod Oszmianą dostał się do niewoli rosyjskiej.
W Królestwie Polskim został w 1825 posłem na Sejm i związał się z opozycją liberalną. Na sejmie czerwcowym 1830 bronił zasad Konstytucji Królestwa Polskiego. Po wybuchu powstania listopadowego, na posiedzeniu 20 grudnia poparł dyktaturę gen. Józefa Chłopickiego. Na sesji sejmu 25 stycznia 1831 detronizującej cara Mikołaja I, wybiegł na środek izby krzycząc: „Wyrzeknijmy więc wszyscy: nie ma Mikołaja!”. Jako poseł z powiatu jędrzejowskiego województwa krakowskiego na sejm powstańczy podpisał 25 stycznia 1831 roku akt detronizacji Mikołaja I Romanowa. Był zwolennikiem gen. Jana Zygmunta Skrzyneckiego, niejednokrotnie ostro występując w jego obronie przeciwko lewicy powstańczej. Sformował 1. Pułk Krakusów i 9. Pułk Piechoty, od lipca 1831 dowodził pospolitym ruszeniem województwa krakowskiego.
Po upadku powstania skazany przez Rosjan na śmierć, dobra jego uległy konfiskacie. W Stuttgarcie zorganizował komitet pomocy dla emigrantów polskich. Przebywał na emigracji we Francji, od 1841 w Wielkiej Brytanii. Był członkiem sejmu powstańczego na emigracji. Początkowo działał w Komitecie Narodowym Polskim, w 1846 wstąpił do Towarzystwa Demokratycznego Polskiego. Po wybuchu powstania styczniowego udał się do Krakowa.
Pochowany na paryskim Cmentarzu Montmartre.